# Замок Мацуяма
Замок Мацуя́ма (яп. 松山城 мацуяма-дзьо) — середньовічний за́мок в місті Мацуяма, префектура Ехіме, Японія. Замок відноситься до рівнинно-гірського типу замків.

## Історія
Будівництво замку було розпочато даймьо Като Йосіакі в 1603 році на пагорбі Кацуяма. Спочатку замок мав пятиярусную головну вежу тенсю.

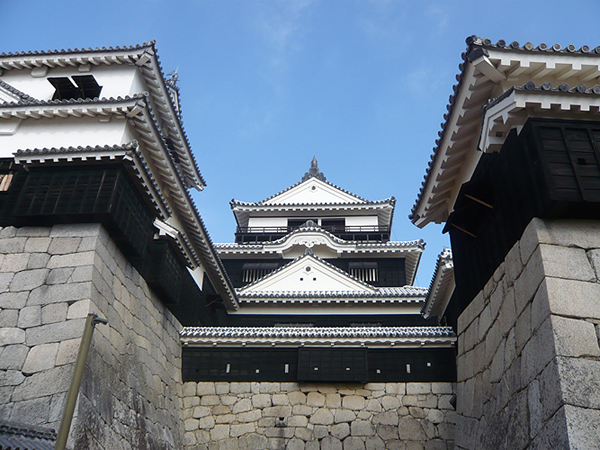
Головна башта

Наступний власник замку Тадатіка Гамо закінчив будівництво Ніномару — другого кільця укріплень навколо головної вежі. Після смерті Тадатіка 1635 року наступним власником замку став Мацудайра Садаюкі. 1642 року він закінчив будівництво нової триярусної головної вежі. Нащадки Мацудайра продовжували володіти замком після його смерті.
1784 року в головну вежу замку вдарила блискавка, вежа була повністю спалена. Існуюча на сьогоднішній день головна вежа замку була побудована в період з 1820 по 1854 рік. Замок пережив реставрацію Мейдзі, проте частково постраждав при бомбардуваннях під час Другої світової війни.
1923 року замок був переданий місту одним з нащадків роду Мацудайра. З 1966 року ведеться відновлення замку силами міста. 1968 року була відбудована з бетону сторожова вежа, в якій зберігалися зброя і обладунки. Решту вежі замку відновлено з дерева.

## Галерея

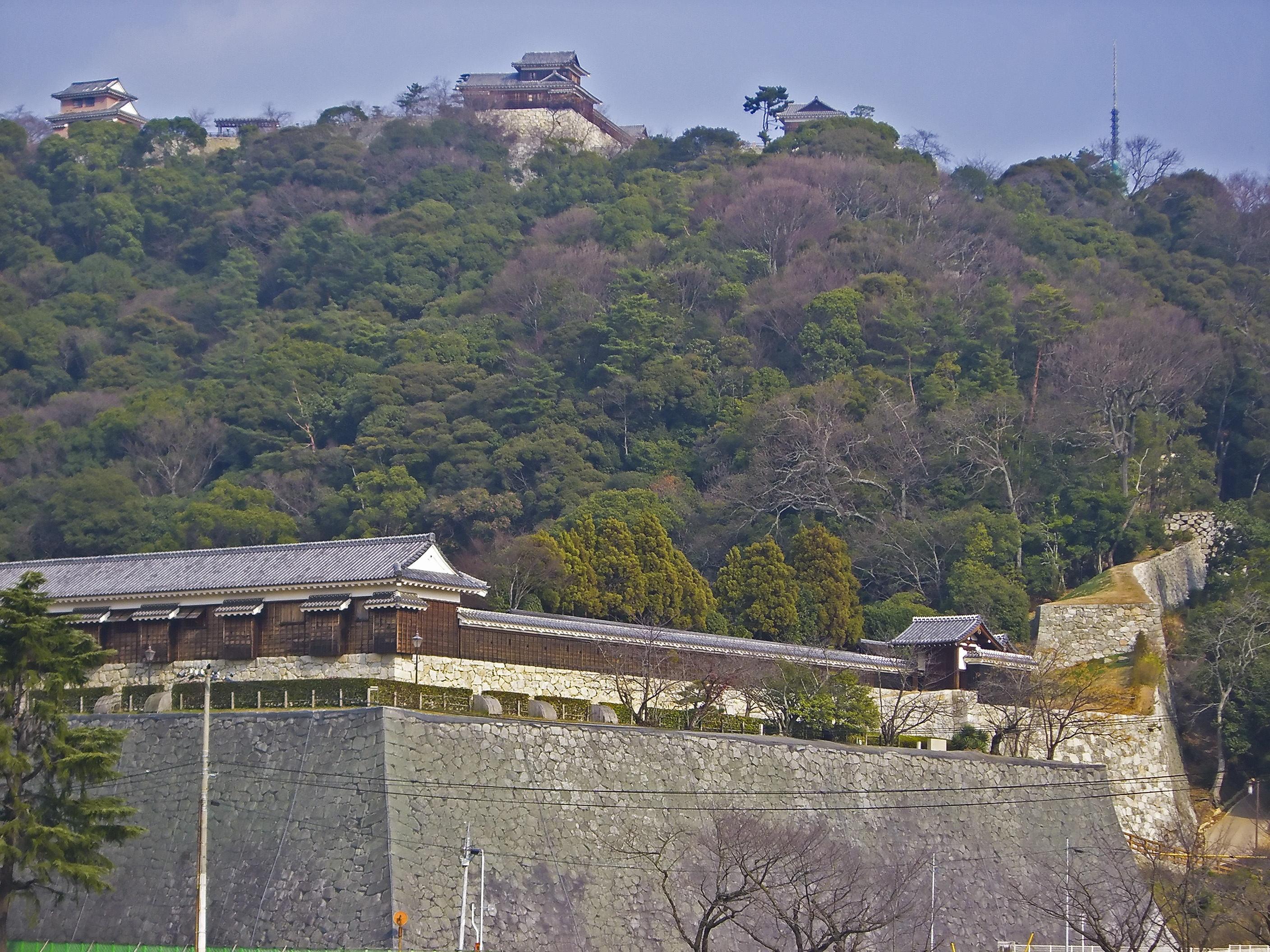
Вид на Замкову гору
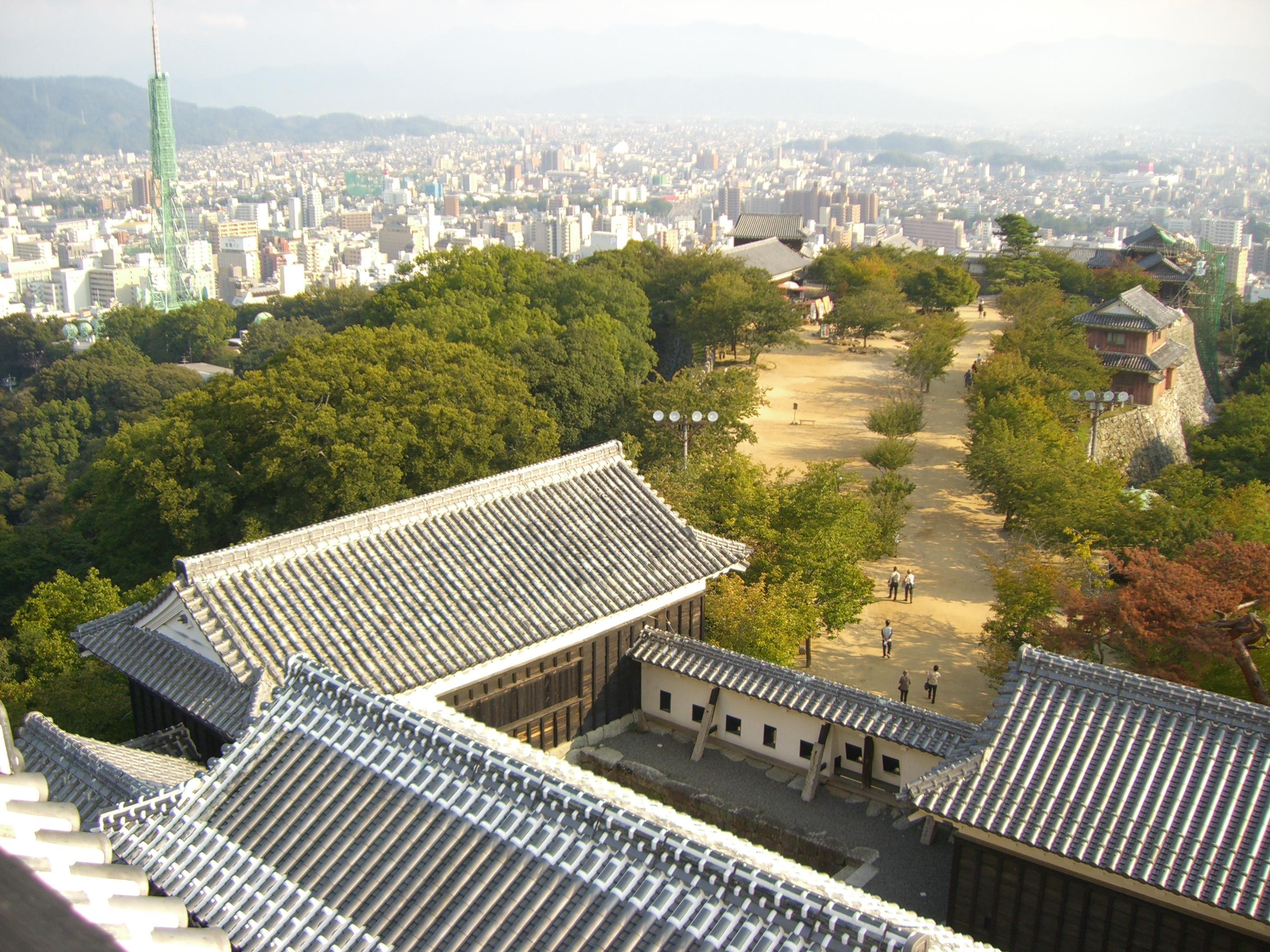
Вид з вежі замку Мацуяма
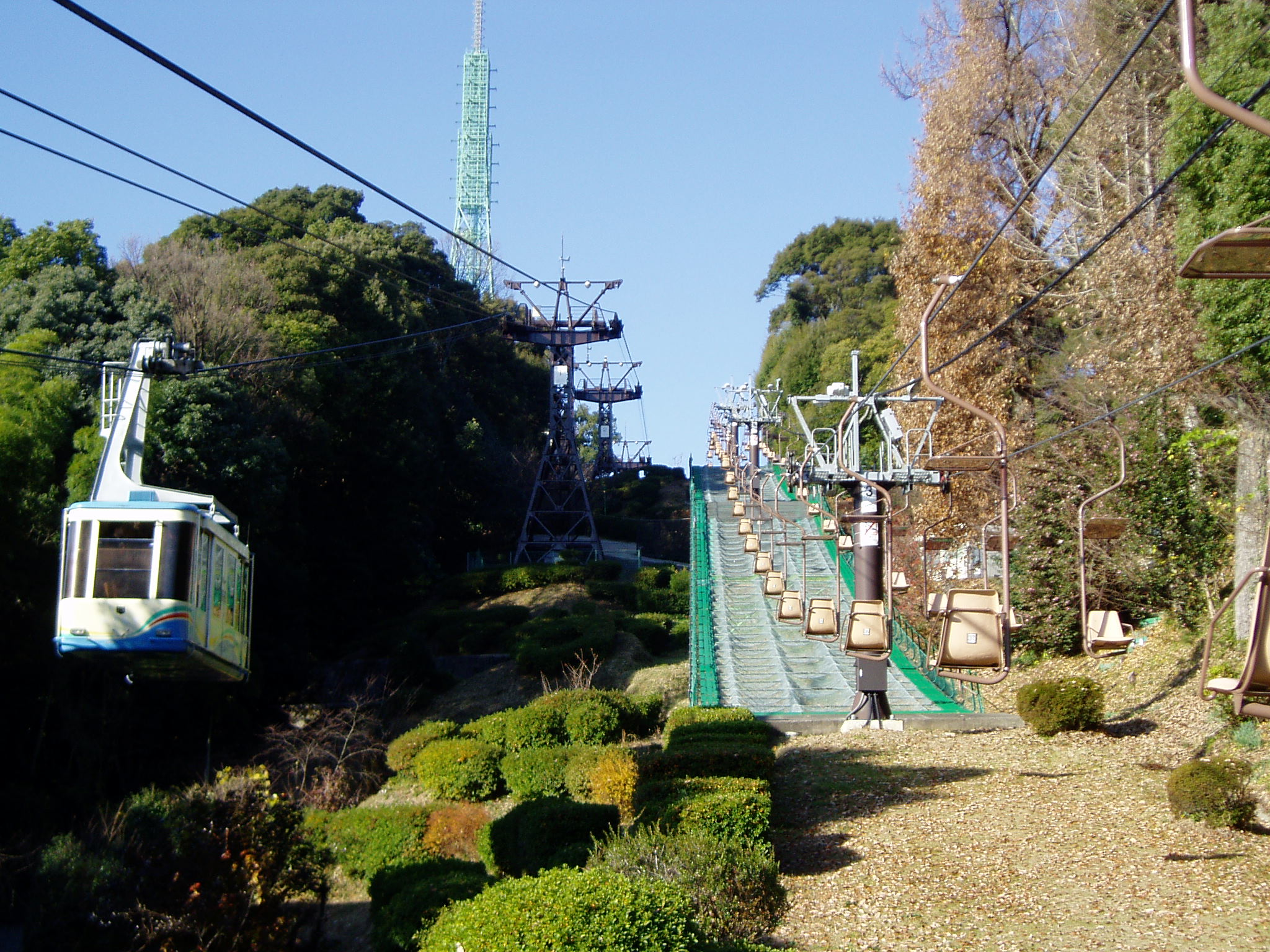
Канатна дорога
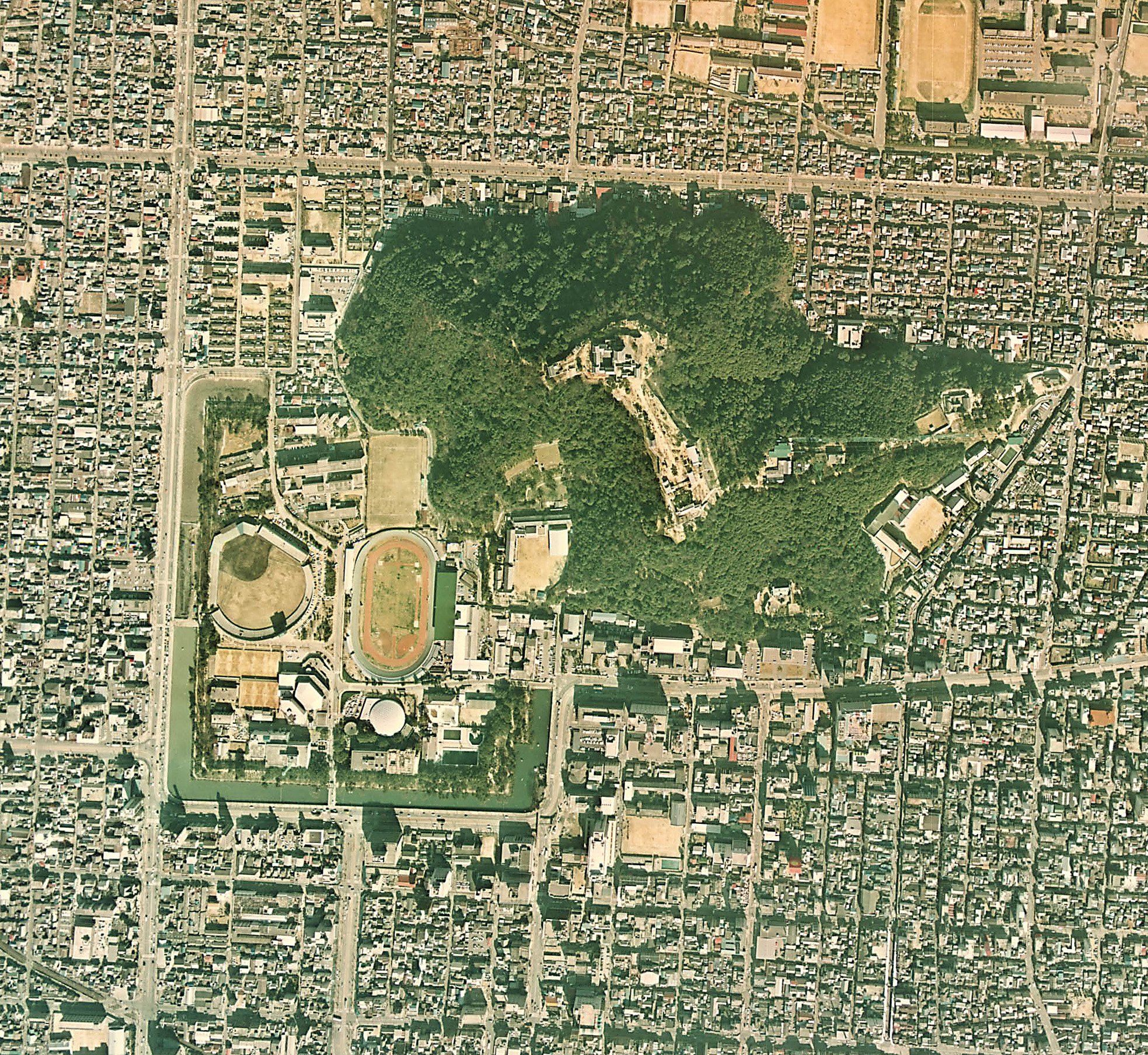
Вид з повітря (1974)